# ティラコスミルス
ティラコスミルス (Thylacosmilus) は、哺乳綱砕歯目ティラコスミルス科（ボルヒエナ科とされることもある）に分類される肉食哺乳類。新生代中新世後期から鮮新世後期の約700万年前 - 300万年前の南アメリカに生息した。学名は「ポケットナイフ」の意。スミロドンら剣歯虎に酷似し、同様に長大なサーベル牙を持つ。

## 形態

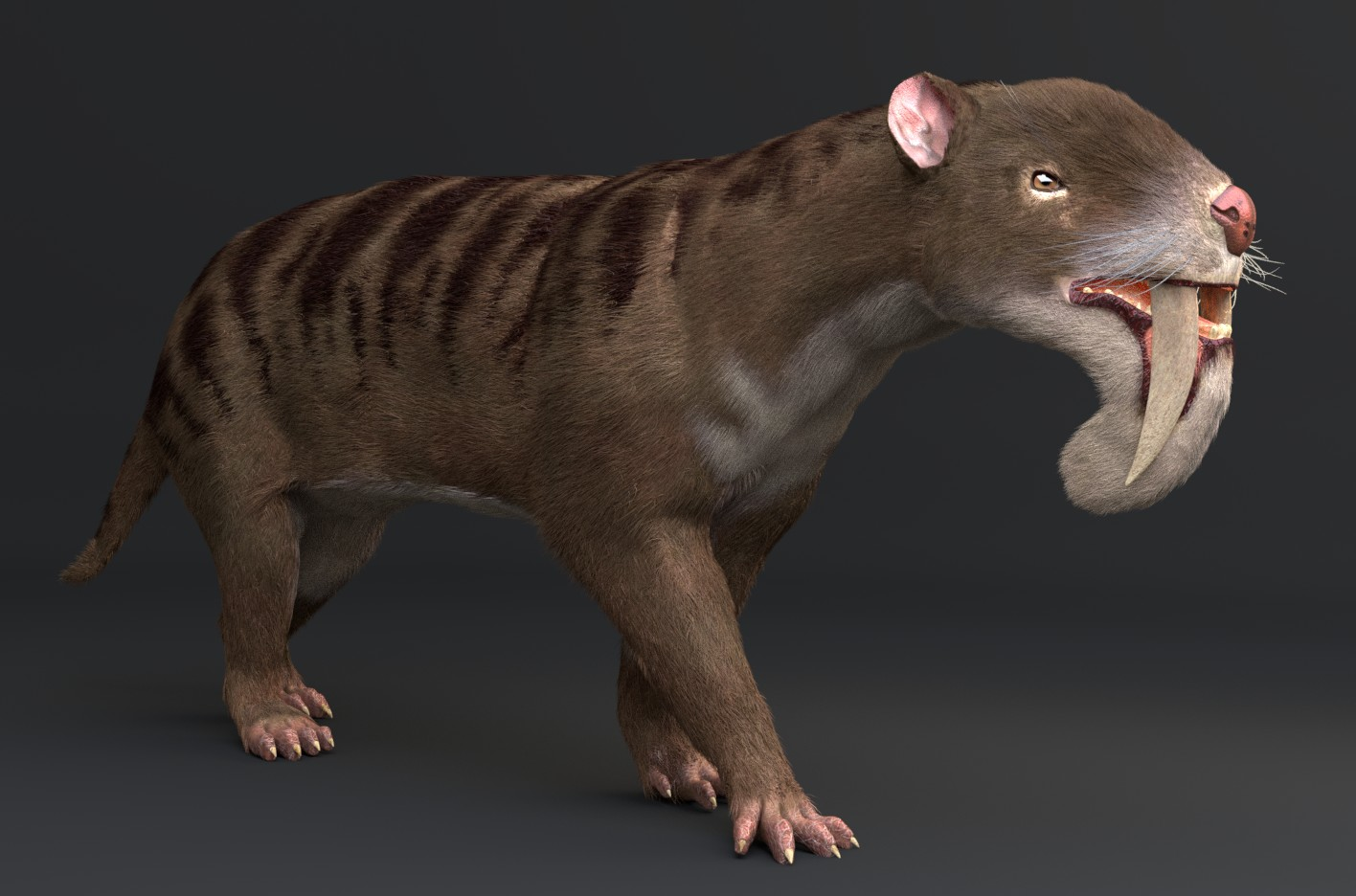
想像図

全長約1.2 - 1.7m、頭骨長約20 - 23cm、体重は80 - 120kgとジャガーに近い体重があったとされるが、これまで発見された化石の最大では推定150kgと小型のライオンやトラに匹敵した。頭骨は長く、厚みがある構造である。歯数は28本。上顎にはサーベル状、下顎には釘状の犬歯を持つ。この特徴はスミロドンに似た特徴である。同様にこの牙を獲物に打ち込むために顎は120度まで大きく開き、頸椎には筋肉の付着点が発達していた。また、獲物を押さえるための前肢も強力である。しかし最大の相違点は、この牙が一生伸び続ける無根歯だということである。このため、万一牙を折損したとしても、餓死に至る可能性は少なかったと推定されている。また通常哺乳類が毛繕いなどに用いている切歯を持っておらず、歯列は犬歯と臼歯のみであった。外観上目立った相違点では、顎先近くの下顎骨が下方に伸び、サーベル犬歯を保護する「鞘」のようになっていたことが挙げられる。ただしこの「鞘」はスミロドンには存在しないが、それ以前のマカイロドゥスは持っていた。それ以外の骨格上の相違点では、スミロドンに比べると眼窩は小さく、後端は閉じている。また、後獣類であるために、上恥骨が存在した。

## 生態
ティラコスミルス自身、それほど敏捷な捕食者ではなかったために、動きの遅い鈍重な有蹄類(午蹄中目)やオオナマケモノを捕食していたと推定されている。かれらはスケリドテリウムなどの大型草食獣を獲物とし、その犬歯で刺し殺して捕らえていたとされる。しかし、相手が大型であった場合には、失血死を狙っていたとする意見もある。この方法が他の捕食者たちに比して優れていたためか、ティラコスミルスはボルヒエナなどが滅びた後も繁栄を続けた。しかし、南北アメリカ大陸がパナマ陸橋を介して300万年前に陸続きとなり、スミロドンなどネコ科の肉食獣の南下と前後して絶滅することになる。

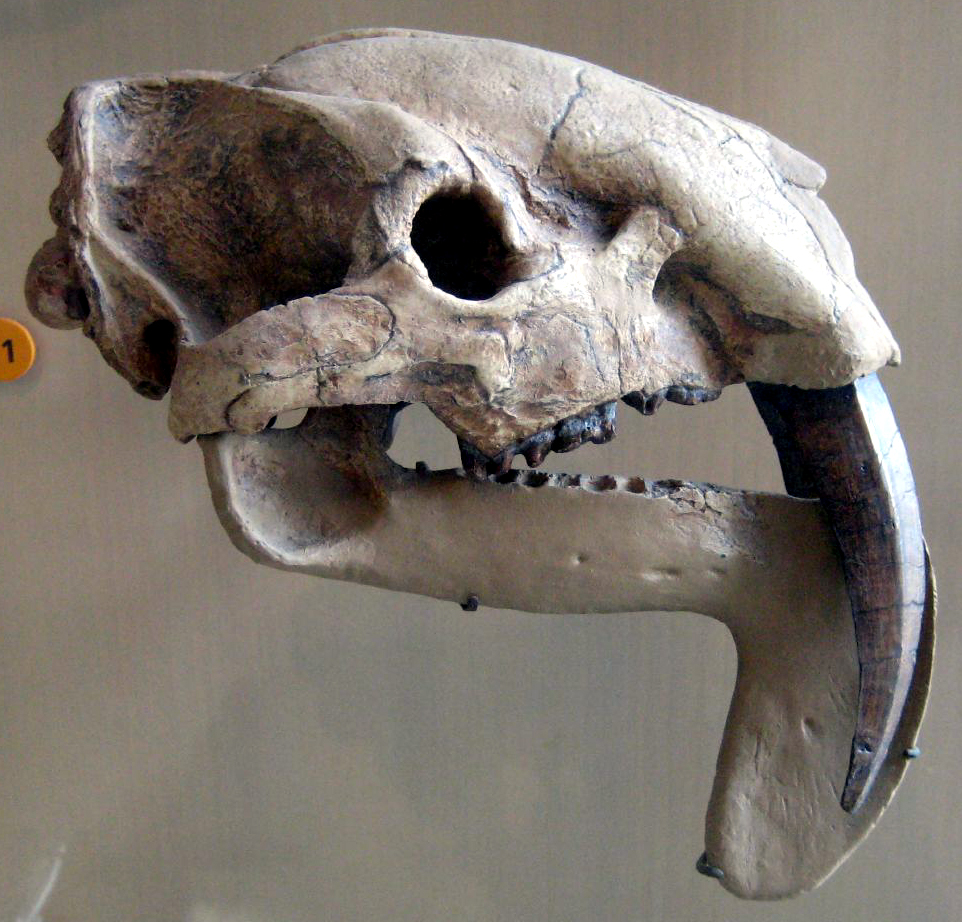
ティラコスミルス頭骨。長大な犬歯と鞘状の突起が目立つ。
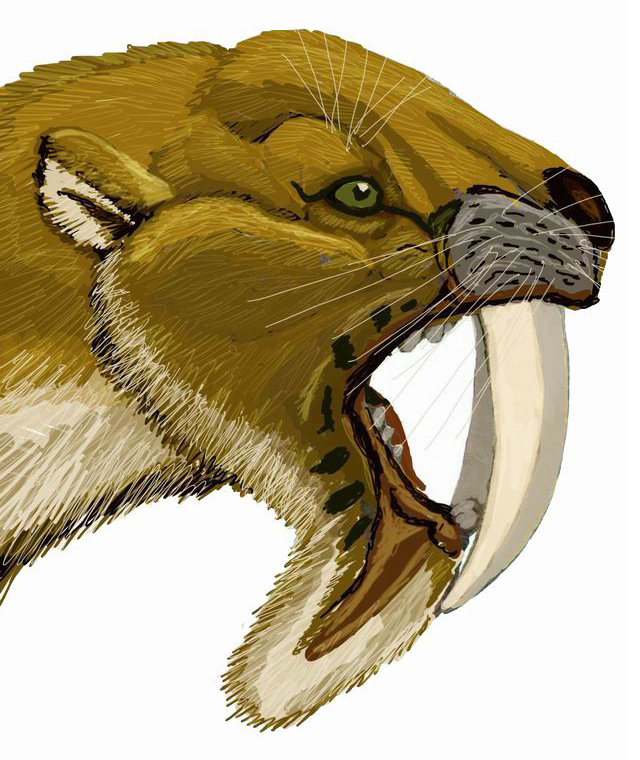
ティラコスミルス頭部。犬歯は頭骨との相対的な比ではいかなる剣歯虎よりも大きい[9]。